# Charmontinae
Charmontinae (лат.) — подсемейство стебельчатобрюхих перепончатокрылых семейства браконид.

## Описание
Длина тела от 4,0 до 7,5 мм. Формула щупиков 6,4 (или 6,3). Усики многочлениковые длинные; скапус короткий, широкий. Пронопе отсутствует. Голова поперечная, тенториальные ямки крупные. Вторая радиомедиальная жилка отсутствует. Встречаются во всех зоогеографических областях.
Фауна России включает 2 вида, в Палеарктике 6 видов, в мире — 10 видов.

## Экология
Эти наездники являются эндопаразитоидами гусениц чешуекрылых.

## Систематика
В составе подсемейства:
- Charmon Haliday, 1833[4][5]
- Charmontia van Achterberg, 1979
- †Palaeocharmon Belokobylskij et al., 2010[6]